# Shopville
Das Shopville (manchmal auch ShopVille oder Shop-Ville geschrieben, offiziell ShopVille-RailCity genannt) ist eine weitläufige Einkaufspassage in Zürich, die an allen Tagen des Jahres geöffnet hat. Sie wurde 1970 unter dem Bahnhofplatz eröffnet. Mangels eines eigenen Namens hat sich der Begriff auch für die später hinzugekommenen unterirdischen Ebenen des Hauptbahnhofs etabliert. Das Shopville umfasst rund 180 Läden, Gastronomieangebote und Dienstleistungen. Es gilt als der meistfrequentierte Gebäudekomplex der Schweiz.

## Angebot und Öffnungszeiten
Im Shopville finden sich neben den für ein Einkaufszentrum üblichen Branchen auch zahlreiche Restaurants und Imbissstände. Etwa 50 der 180 Geschäfte, die sich eingemietet haben, werden von den Unternehmen Migros, Valora und Candrian Catering geführt. Gemäss Angaben der Schweizerischen Bundesbahnen (SBB) wird das Shopville täglich von rund 450'000 Personen frequentiert und übertrifft damit alle Einkaufszentren der Schweiz. Der älteste Teil des weitläufigen Komplexes gehört der Stadt Zürich, die seither hinzugekommenen Teile den SBB. Dabei werden sie gemeinsam als Gesamtanlage vermarktet, während die Geschäftsführung getrennt erfolgt. Seitens der Stadt ist die City Vereinigung Zürich dafür verantwortlich. Da die Geschäfte nicht an die kantonalen Ladenöffnungsvorschriften gebunden sind, haben sie 365 Tage im Jahr (und somit auch sonntags) geöffnet. Ursprünglich waren die Läden gemäss der Regelung «von 7 bis 7» geöffnet, also von 7 Uhr morgens bis 19 Uhr abends, später «von 8 bis 8». Aufgrund der sich ändernden Lebensgewohnheiten öffnen sie seit November 2003 um 9 Uhr morgens, während sie werktags um 21 Uhr und am Wochenende um 20 Uhr schliessen.

## Name
Der Name Shopville geht auf einen Wettbewerb im Jahr 1970 zurück, den die Mietervereinigung der damals vertretenen Geschäfte durchführte. Im Januar 2003 kündigten die SBB ein neues Konzept für die sieben grossen nationalen Bahnhöfe an (neben Zürich auch Genf, Lausanne, Bern, Basel, Luzern und Winterthur). Die Bahnhöfe sollten – wo noch nicht geschehen – umgebaut, nach dem Vorbild Zürichs mit Ladenpassagen erweitert und für verschiedene Events vermietet werden. Dieses in Zürich bereits praktizierte Bewirtschaftungskonzept sollte nun unter der neuen Marke RailCity zusammengefasst werden, einem hierfür neu geschaffenen Geschäftsbereich von SBB Immobilien.
Nachdem sämtliche Zürcher Medien bereits darüber gespöttelt hatten, dass die SBB versuchen, das Shopville neu zu erfinden, gaben auch die Stadt Zürich und die City Vereinigung zu verstehen, dass man aufgrund des hohen Bekanntheitsgrads nicht daran denke, das Shopville umzubenennen. Vor der 2004 geplanten Umbenennung gingen die SBB nochmals über die Bücher und präsentierten schliesslich folgende Lösung: Die unterirdische Einkaufsebene erhält den Doppelnamen ShopVille-RailCity – mit der Einsicht, dass die Bevölkerung ohnehin nur ersteren verwendet. Seit dieser Zeit wird das Shopville von den SBB mit ironischem Unterton unter dem Motto «das einzige Einkaufszentrum mit eigenem Hauptbahnhof» vermarktet.

## Architektur

Entwicklung des Shopville
gelb: erste Etappe von 1970
grün: Erweiterung durch Neubau Bahnhof Museumstrasse (1990)
rot: Erweiterung durch Neubau Bahnhof Löwenstrasse (2014)

Der älteste Teil des Shopville umfasst die Halle «Bahnhofplatz» ganz im Südosten, die 4,70 m unter dem Bahnhofplatz liegt. Sie besteht seit 1970 und gehört der Stadt Zürich. Hier befinden sich Zugänge zur 11,60 m tief gelegenen Endstation der Sihltal-Zürich-Uetliberg-Bahn (SZU), zu den Tramhaltestellen Bahnhofplatz/HB und Bahnhofstrasse/HB sowie zur Querhalle des Hauptbahnhofs. Von 2001 bis 2003 erfolgte eine umfassende Neugestaltung. Seither bilden der Boden aus schwarzem Granit und die glänzend schwarz gespritzte Decke den Hintergrund für raumbeherrschende Lichtarchitektur. Die Kuben der Treppenaufgänge leuchten blau und gelb, die Decke wird von grün leuchtenden Stützen getragen, hinter rot schimmernden Abgängen führen die Treppen zum SZU-Bahnhof hinunter. Entlang der Raumkante lässt ein blaues Band die Decke höher erscheinen, als sie tatsächlich ist. Die Glasfronten der Geschäfte werden durch ein weiteres Leuchtband zusammengefasst. In der Mitte der Halle steht der Züri-Brunnen, ein würfelförmiger Lichtvorhang mit 740 Düsen.
An die Halle Bahnhofplatz schliessen sich die Passagen «Bahnhofstrasse» und «Löwenstrasse» an. Sie sind in ihrer Mitte durch die «Plaza» verbunden und führen nach Norden zur Halle «Landesmuseum». Diese Teile der Anlage kamen 1990 hinzu und liegen alle in einer Tiefe von 7,30 m, sodass am südlichen Ende der Höhenunterschied durch Rampen bewältigt werden muss. Die Halle ermöglicht den Zugang zum S-Bahnhof und zur Tramhaltestelle Bahnhofquai/HB. Von der Plaza aus gelangt man entweder zu einem kleinen Zwischengeschoss in 3,70 m Tiefe (Standort der Bahnhofkirche Zürich) oder direkt zur historischen Bahnhofshalle. Hallen, Passagen, Zwischengeschoss und S-Bahnhof folgen alle demselben Gestaltungskonzept, die eine rigide Ordnung schafft. Im gleichmässigen Rhythmus reihen sich Schaufenster an Schaufenster, eingefasst durch schwarz-weiss gestreifte Marmorpaneele. Das Bodenmuster aus hellem und dunklem Granit unterstützt Bewegungsrichtungen und Raumsequenzen. Allgemein herrschen starke Hell-Dunkel-Kontraste vor. Architektur, Ausstattungselemente und Oberflächen bilden so eine Einheit, die im Schweizer Bahnhofbau selten derart konsequent ist.
Die dritte, im Jahr 2014 fertiggestellte Etappe umfasst die Halle «Sihlpost» sowie die Passagen «Gessnerallee» und «Sihlquai» im Westen der Anlage. Während die Passage Gessnerallee eine zusätzliche Verbindung zwischen den Hallen Bahnhofplatz und Landesmuseum ermöglicht, liegt die Halle Sihlpost über dem westlichen Ende des Durchgangsbahnhofs Löwenstrasse für den S-Bahn- und Fernverkehr. Die Passage Sihlquai wiederum verbindet einerseits die oberirdischen Perrons am Ende der Gleishalle miteinander, andererseits führt sie am Nord- und Südende zu den Tramhaltestellen Sihlquai/HB bzw. Sihlpost/HB. Während in den beiden älteren Teilen des Shopville dunkle Gestaltungsmotive vorherrschen, dominiert hier Helligkeit. Am Boden liegt heller Granit, die Wände sind mit weissen Email-Paneelen bedeckt und die teilweise leicht geneigte Decke ist mit weissem Blech verkleidet. Dadurch sollen die Räume gut ausgeleuchtet wirken, denn anders als bei der Plaza bestand keine Möglichkeit, natürliches Tageslicht einfallen zu lassen.
Zwischen den Passagen Gessnerallee und Sihlquai besteht eine breite Lücke ohne Läden und Aufgänge, da in diesem Bereich die Hallen das Flussbett der Sihl unterqueren. Parallel zur Sihl, auf deren Westseite, verläuft ein 191 m langes und 25 m breites Stück Strassentunnel in Nord-Süd-Richtung, das Ende der 1980er begonnen und zwei Jahrzehnte später im Rohbau fertiggestellt wurde. Bis 2025 war der Tunnel nicht ans Strassennetz angeschlossen, weshalb er als Ausstellungsraum diente. Im Mai 2025 wurde er als Velotunnel mit Fahrradabstellanlage eröffnet. Die Umsetzung des Projekts verzögerte sich um ein Jahrzehnt, wobei die Fertigstellung einst für 2014 vorgesehen war.

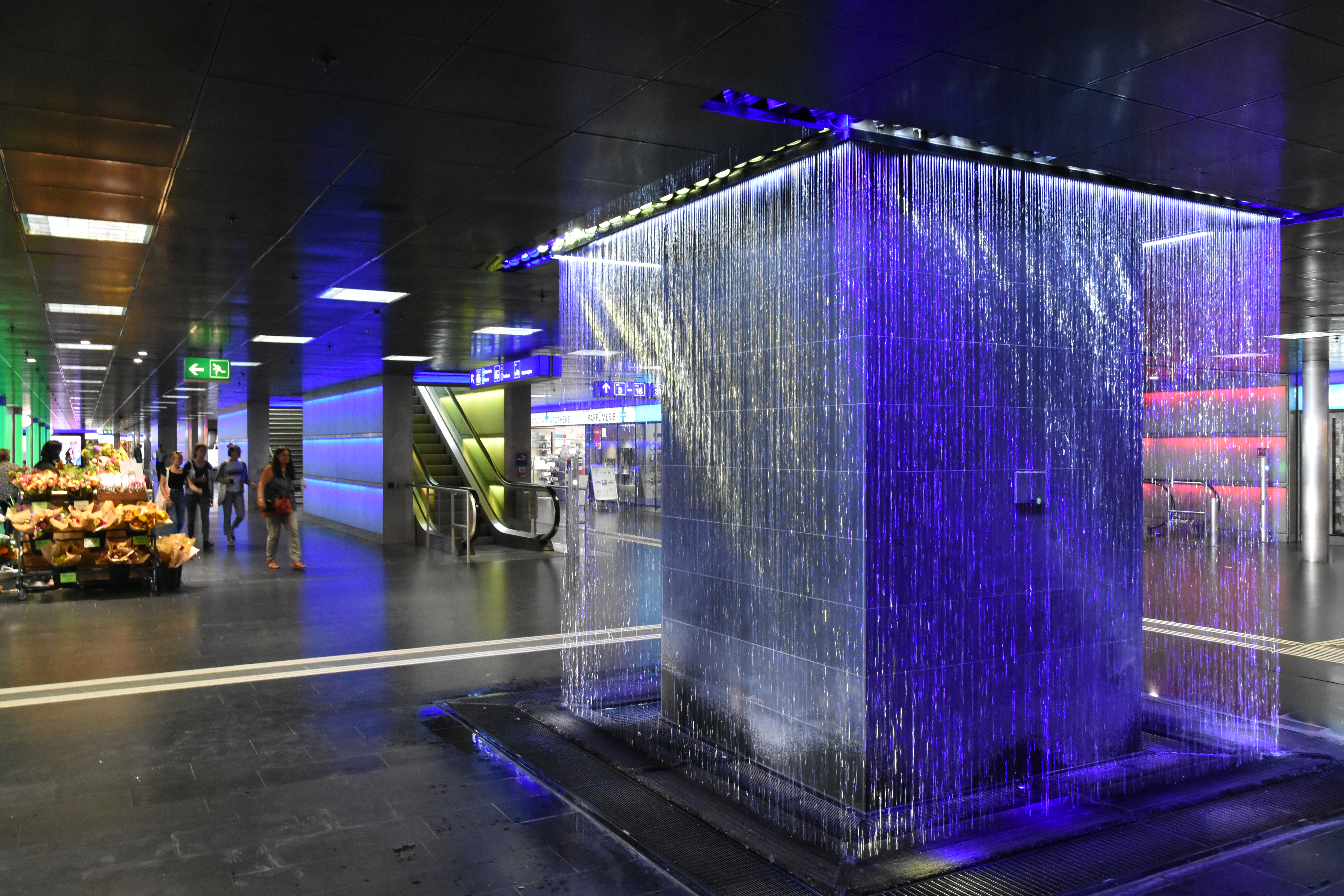
Züri-Brunnen
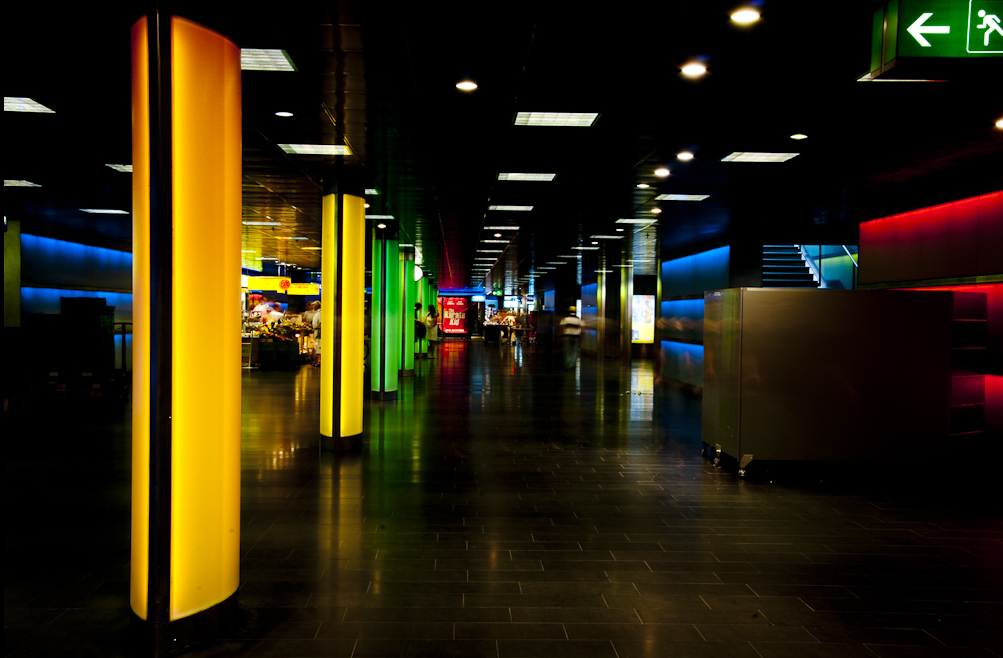
Lichtarchitektur in der Halle Bahnhofplatz
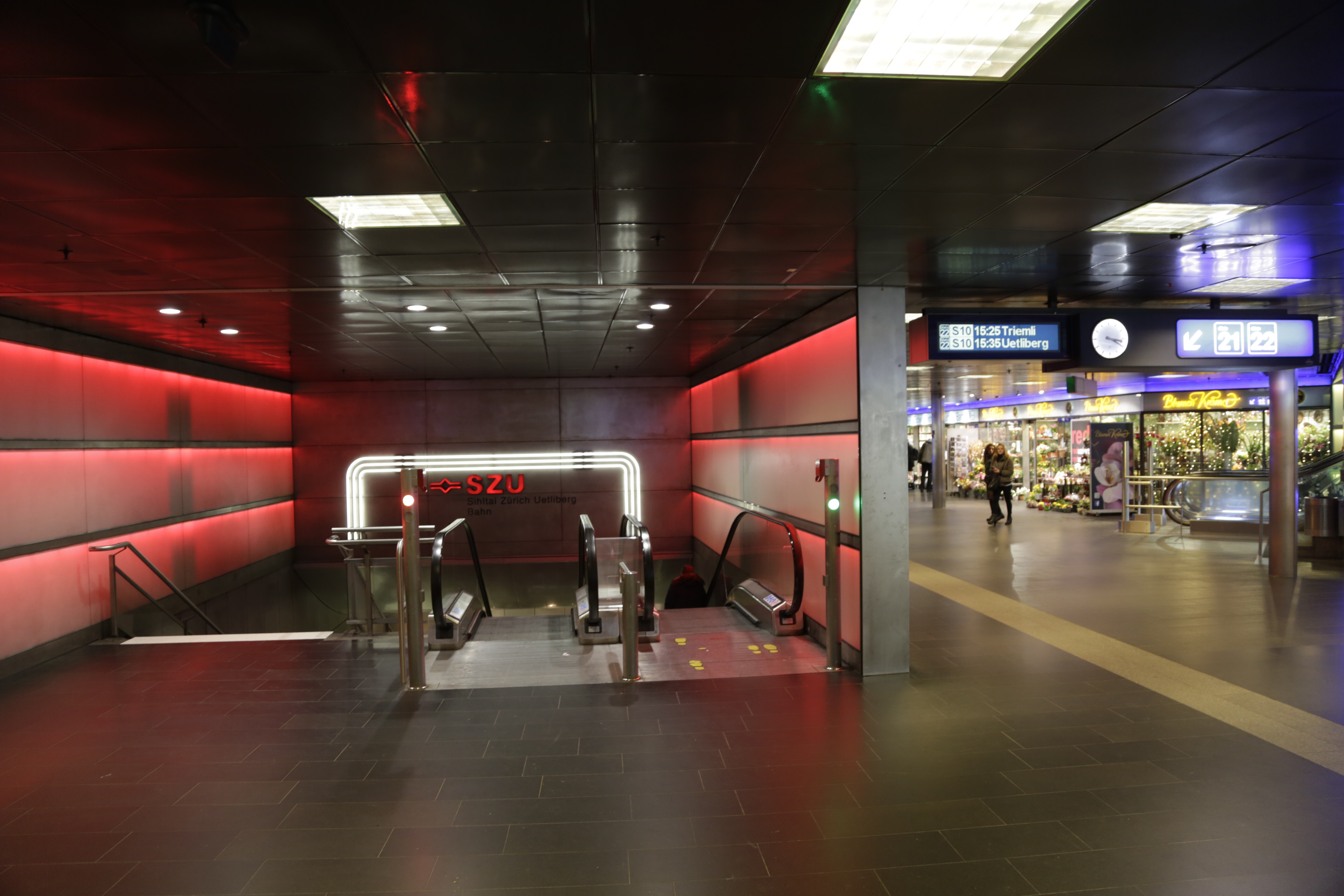
Zugang zum SZU-Bahnhof
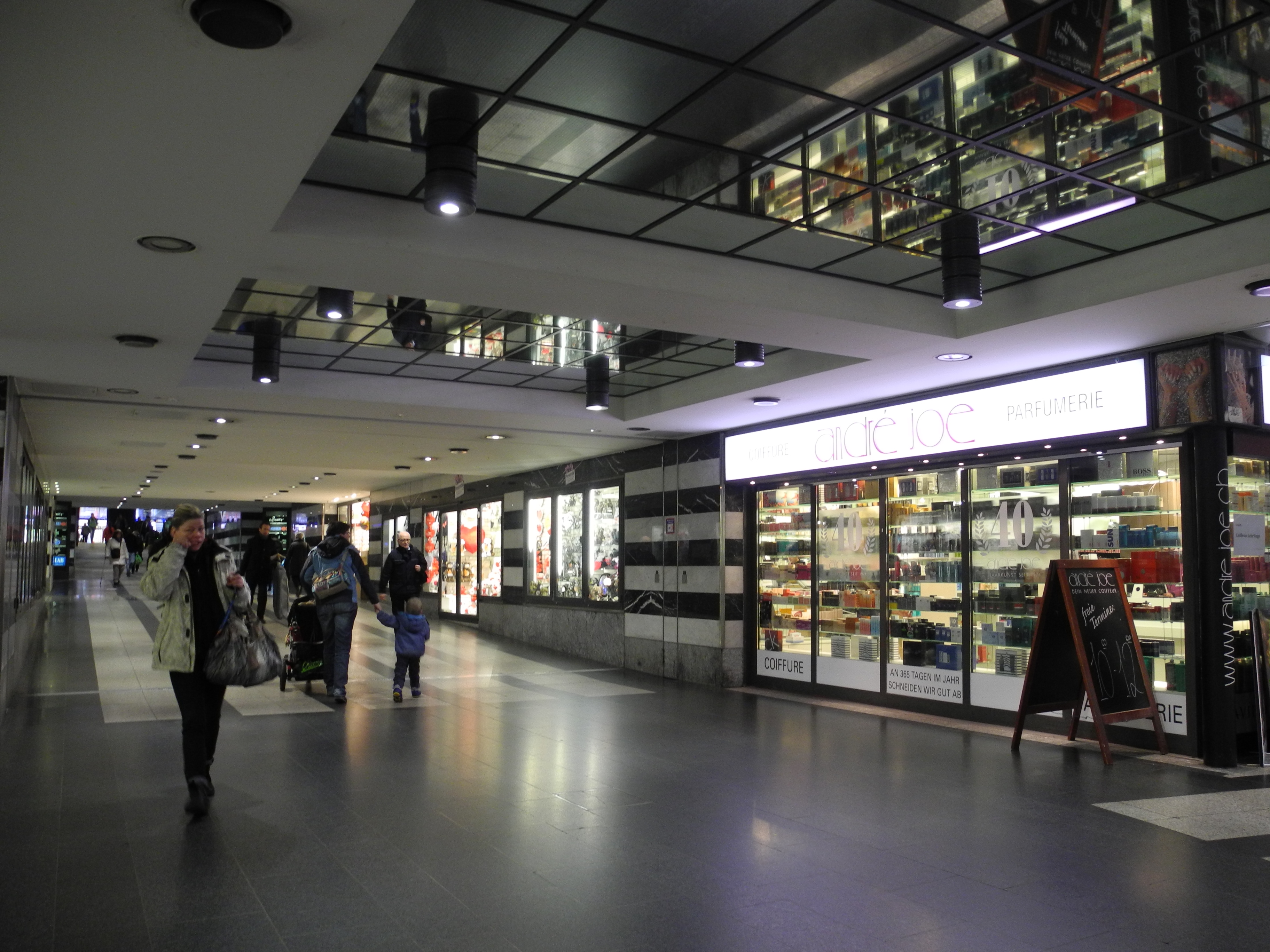
Passage Bahnhofstrasse
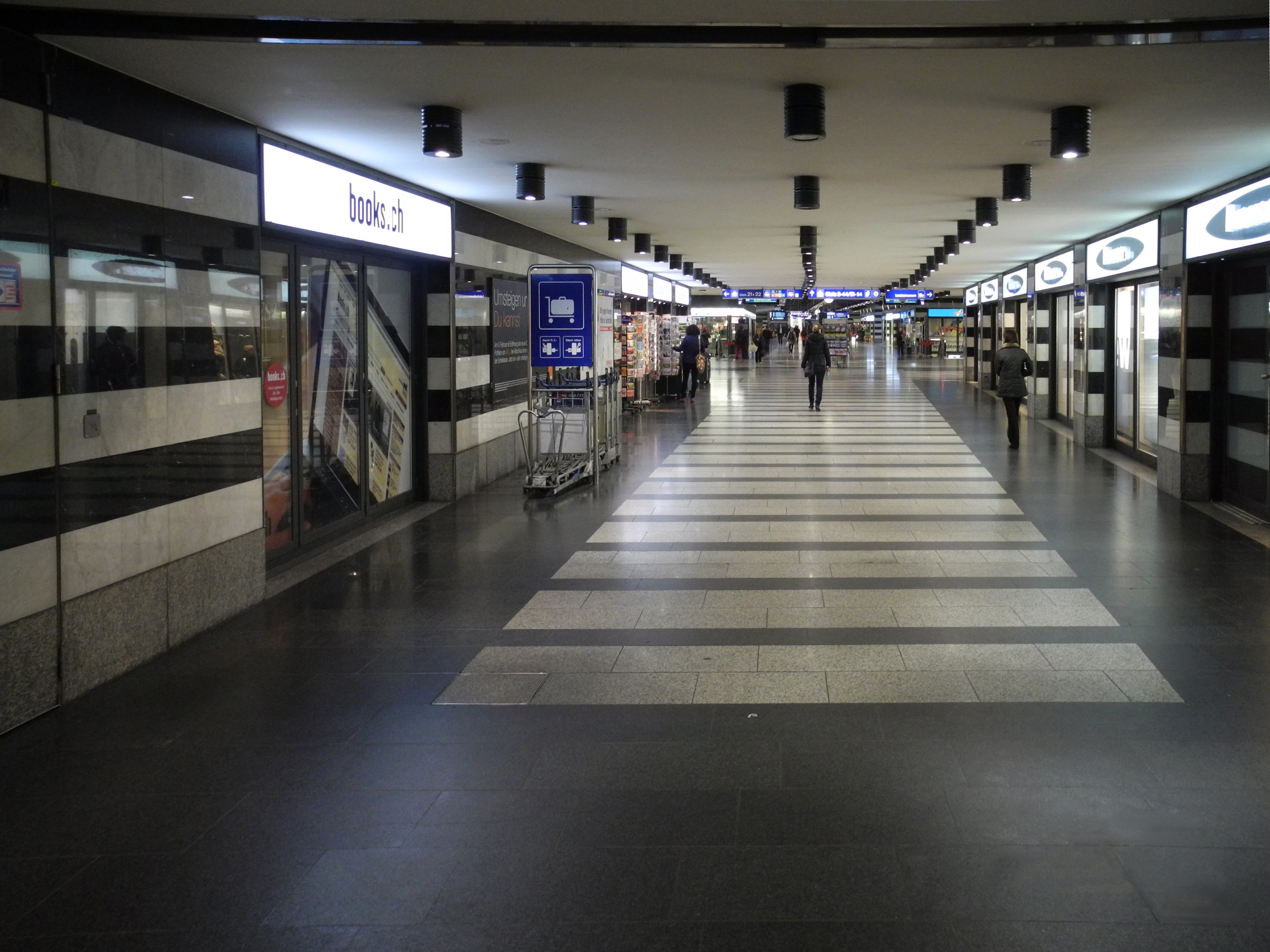
Blick in Richtung Plaza
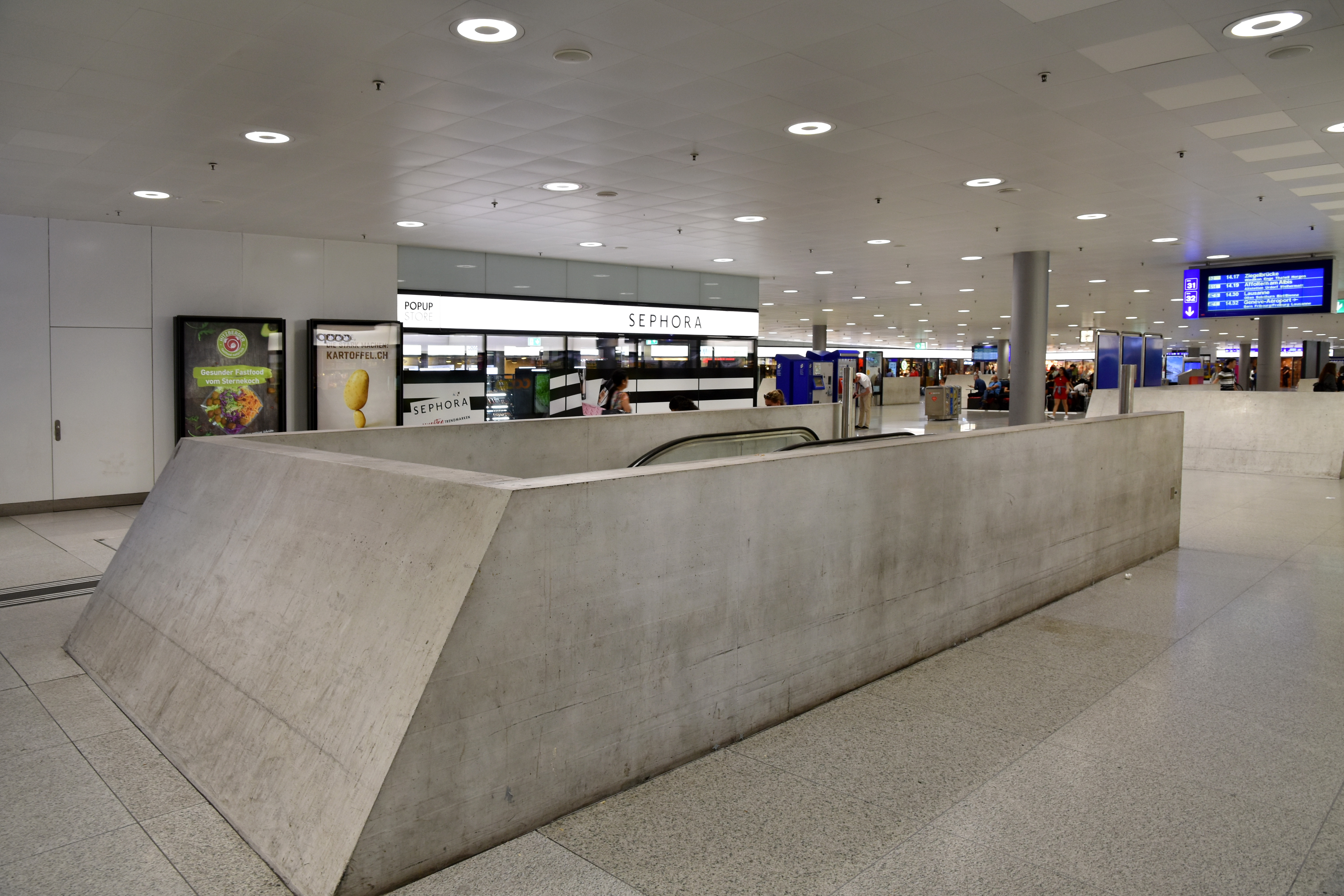
Halle Sihlpost

## Geschichte

### Ausgangslage
Durch die in den 1950er Jahren einsetzende Massenmotorisierung begann sich die Verkehrssituation in der Umgebung des Hauptbahnhofs massiv zu verschlechtern. Autos, Strassenbahnen und Fussgänger behinderten sich zunehmend gegenseitig. Die Stadtplanung der Nachkriegszeit folgte dem Prinzip der autogerechten Stadt. Beispielsweise verbreiterte man von 1950 bis 1952 die Bahnhofbrücke und verlegte den Bahnhofquai 1952/1953 unter der Achse Bahnhofplatz/Bahnhofbrücke in einen Tunnel. Das städtische Tiefbauamt plante, alle rund um den Hauptbahnhof führenden Strassenbahnstrecken ebenfalls in Tunnel zu verlegen und eine Haltestelle sieben Meter unter dem Bahnhofplatz zu errichten. Diese viergleisige Tunnelstation war ein zentraler Bestandteil des Tiefbahn-Projekts, das Tunnelstrecken von insgesamt 21,15 km Länge vorsah. Die Tiefbahn scheiterte jedoch bei der städtischen Volksabstimmung vom 1. April 1962 mit 63,0 % Nein-Stimmen.
Nur wenige Monate später verlangte eine Motion im Gemeinderat den Bau einer Fussgängerebene unter dem Bahnhofplatz. Der Durchgangsverkehr und die Strassenbahnen sollten weiterhin über den Bahnhofplatz geführt werden. Ende 1962 legte der Stadtrat ein Projekt vor, das diese Vorgaben erfüllte. Die Stadtplanungskommission kritisierte die geplante Entfernung des Alfred-Escher-Denkmals und bemängelte, dass das Projekt keine endgültige Verbesserung des öffentlichen Verkehrs bringe. Daraufhin wurde das Projekt modifiziert, sodass das Denkmal erhalten bleiben konnte. Die Stimmberechtigten der Stadt Zürich genehmigten am 2. Februar 1964 einen Kredit über 13,95 Millionen Franken für den «Umbau des Bahnhofplatzes mit Erstellung eines unterirdischen Fussgängergeschosses» mit einem Ja-Stimmen-Anteil von 76,5 %.

### Bau des ältesten Teils

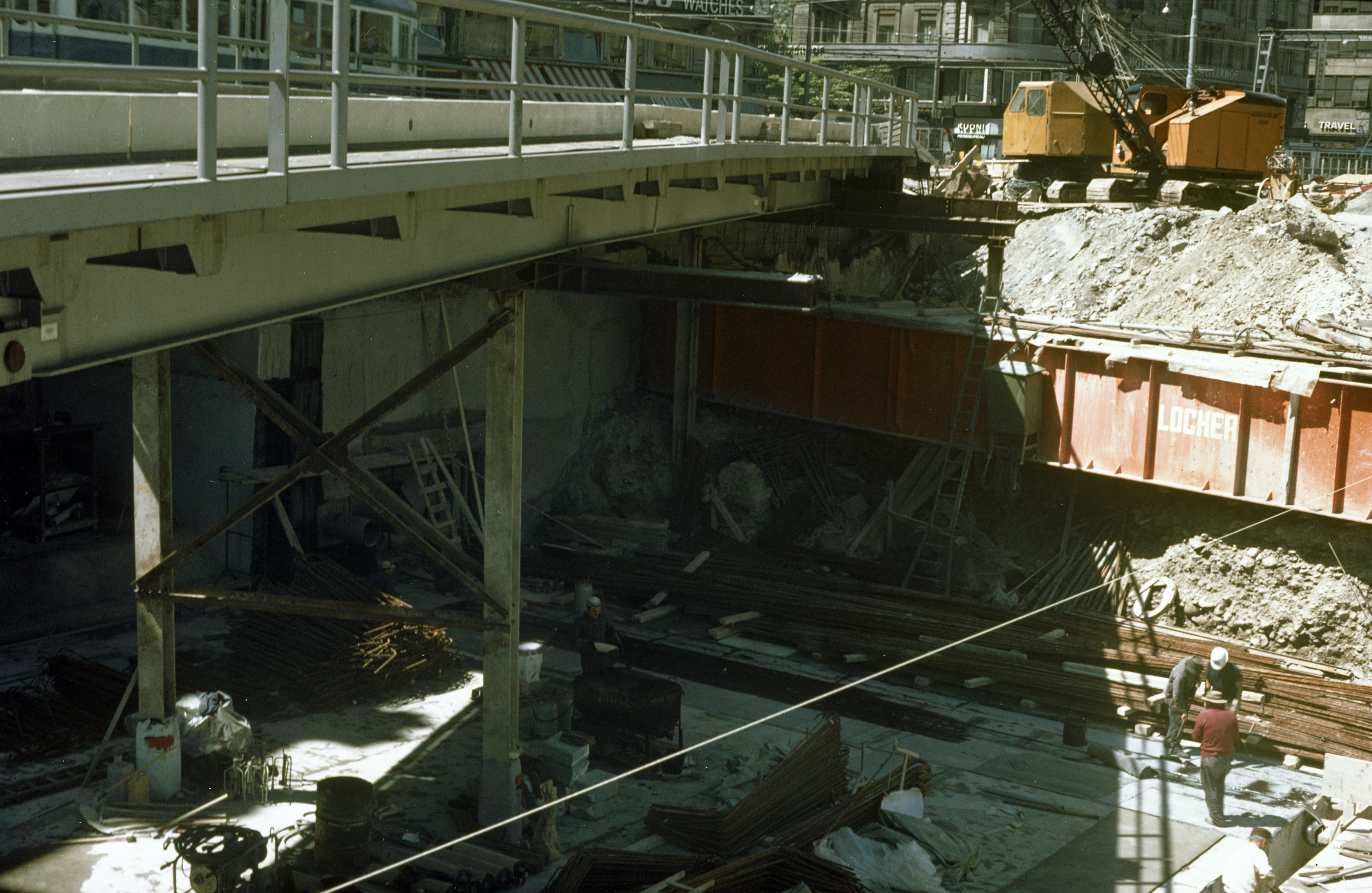
Bauarbeiten (1970)

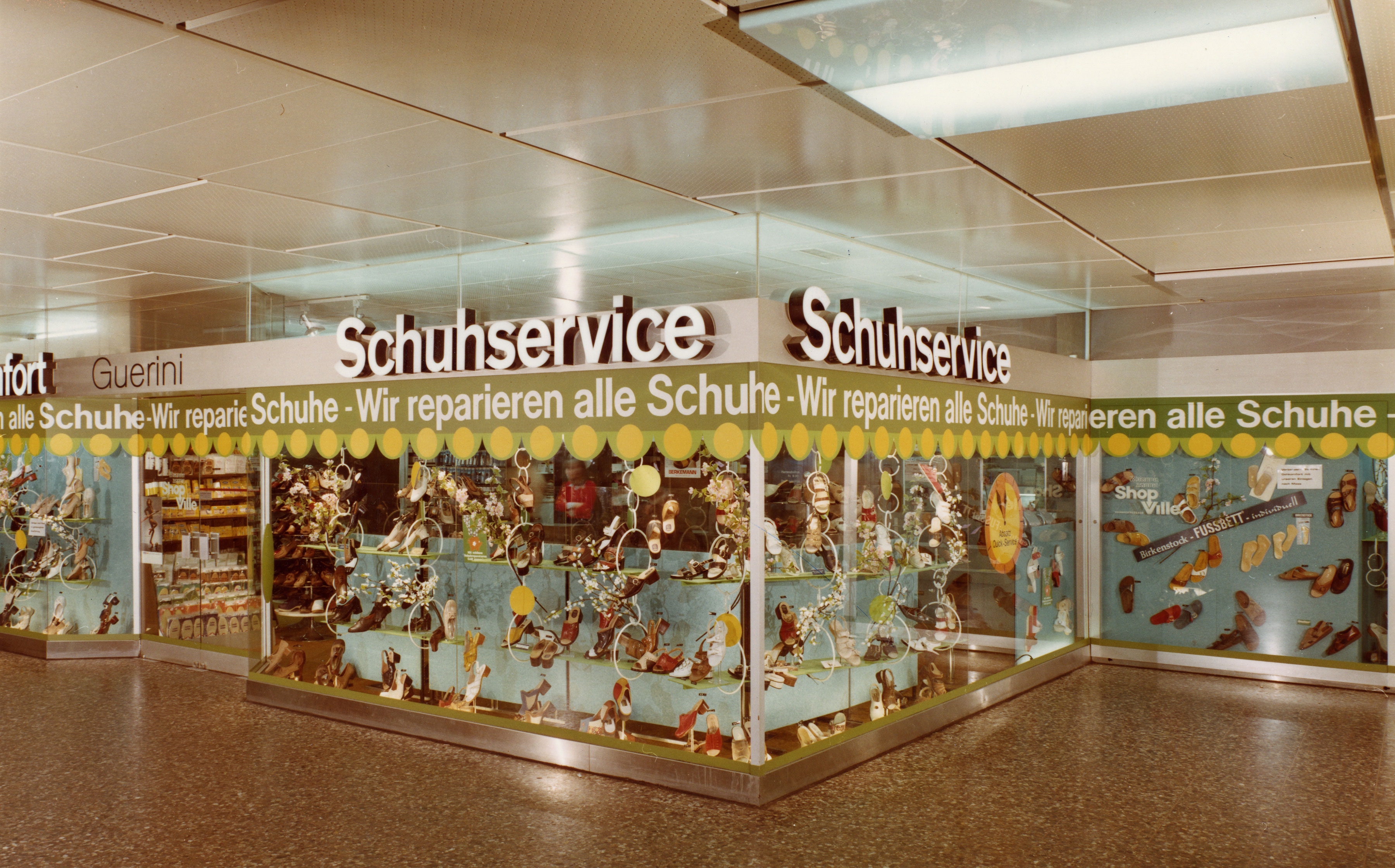
Altes Erscheinungsbild der Halle Bahnhofplatz (1974)

Nach dem Spatenstich im Jahr 1967 erfolgten die Bauarbeiten in drei Etappen. Während Strassenbahnen und Autos über provisorische Schienen und Strassen am Rande des Bahnhofplatzes verkehrten, entstand die Fussgängerpassage in einer riesigen offenen Baugrube. Im Hinblick auf die geplante U-Bahn Zürich erweiterte man das Projekt nach Baubeginn und änderte die Abmessungen entsprechend. Als Bauvorleistung erstellte man Seitenwände und Mittelpfeiler des künftigen U-Bahnhofs. Mit der Eröffnung der Passage am 1. Oktober 1970 war der Platz zu einer «fussgängerfreien» Zone geworden und die Tramhaltestelle Bahnhofplatz/HB zu einer Insel, die nur noch von unten durch die Passage zu erreichen war. Auch das Überqueren des Platzes zu Fuss war nicht mehr möglich. Um die Akzeptanz bei Passanten zu erhöhen, gestaltete das Architekturbüro Gebrüder Pfister die Unterführung grosszügig als kleines Einkaufszentrum – ein in der Schweiz neues Konzept, das sich in den kommenden Jahren auch in anderen Städten etablierte.
Erstmals seit Jahrzehnten hatten die unzähligen Planungen rund um den Hauptbahnhof zu einem konkreten Ergebnis geführt. Die zahlreichen Rolltreppen im öffentlichen Raum waren ein Novum und bereiteten anfangs vor allem älteren Menschen Probleme. Der Boden bestand aus rot eingefärbten Kunststeinplatten und trug im Volksmund bald den Spitznamen «Schwartenmagen». Bezüglich der U-Bahn kam es in der Bevölkerung nach der Wachstumseuphorie der 1960er Jahre zu einem radikalen Meinungsumschwung. Das Projekt scheiterte am 20. Mai 1973 bei Volksabstimmungen auf kantonaler und kommunaler Ebene deutlich. In der Öffentlichkeit geriet der zumindest in Teilen erstellte U-Bahnhof unter dem Shopville allmählich in Vergessenheit.

### RAF-Terror und Drogenszene
Am 19. November 1979 überfielen die RAF-Terroristen Christian Klar, Rolf Clemens Wagner, Peter-Jürgen Boock und Henning Beer in Zürich die Filiale der Schweizerischen Volksbank an der Bahnhofstrasse. Um ihren Verfolgern zu entkommen, flüchteten sie ins Shopville hinunter. Dort kam es zu einer Schiesserei mit einem einzelnen Beamten der Stadtpolizei Zürich, der nach einem kurzen Schusswechsel bewusstlos liegenblieb. Eine 56-jährige Passantin wurde von einer Kugel tödlich in den Hals getroffen, auf der weiteren Flucht eine Autofahrerin lebensgefährlich verletzt. Schliesslich konnte Wagner gefasst werden, während die übrigen Bankräuber mit einer Beute von 213'000 Franken entkamen.
1986 entwickelte sich der nahe gelegene Platzspitzpark zum Treffpunkt von Drogensüchtigen. Im Winter und an regnerischen Tagen wichen sie immer wieder ins Shopville aus, um Schutz vor dem Wetter zu suchen. Weite Bevölkerungskreise empfanden die offene Drogenszene und die Untätigkeit der Behörden zunehmend als unhaltbar. Ab Mitte Januar 1992 fanden dann rund um den Hauptbahnhof verstärkte Polizeipatrouillen statt, und die Zugänge zum Shopville wurden nachts mit Gitterabsperrungen geschlossen. Nach der vollständigen Abriegelung des Platzspitzes am 5. Februar verhinderte intensive polizeiliche Patrouillentätigkeit in den folgenden Wochen ein erneutes Festsetzen der Drogenszene.

### Ausbau in zwei Etappen
Am 29. November 1981 befürworteten die Stimmberechtigten des Kantons Zürich den Bau der S-Bahn Zürich mit einem Ja-Anteil von 73,8 %. Dazu gehörte ein Durchgangsbahnhof unter der Museumstrasse an der Nordseite des Hauptbahnhofs. Etwas mehr als ein Jahr später, am 27. Februar 1983, gaben sie mit einem Ja-Anteil von 67,5 % ihre Zustimmung zur Verlängerung der SZU vom Bahnhof Selnau her; als neue Endstation vorgesehen war der teilweise erstellte und nie genutzte U-Bahnhof unter dem Shopville. 1983 gingen die Planer noch davon aus, dass ein schmaler Fussgängertunnel als Verbindung zwischen dem S-Bahnhof und dem Shopville genügen würde. Neue Prognosen sagten jedoch eine massive Erhöhung der Fahrgastzahlen voraus. Anfang 1985 waren deshalb ein verbreiterter Fussgängertunnel und in dessen Mitte ein Aufgang in die Bahnhofshalle vorgesehen. Schliesslich präsentierten die SBB Mitte 1985 die endgültige Lösung: ein H-förmiges Wegnetz, das den Kern einer erweiterten, mit dem Shopville verbundenen Einkaufspassage bildet. Sie luden die bereits am Hauptbahnhof tätigen Architekten zu einem Gestaltungswettbewerb ein, zu deren Jury unter anderem Karljosef Schattner gehörte. Schliesslich ging der Auftrag an die «Allgemeine Entwurfsanstalt» des Architektenpaars Robert Haussmann und Trix Haussmann-Högl. Der Tunnelbahnhof Museumstrasse ging am 28. Mai 1989 in Betrieb, zunächst provisorisch für die Regionalzüge nach Rapperswil und Bülach. Die SZU-Verlängerung wurde am 5. Mai 1990 eröffnet; drei Wochen später folgten am 27. Mai die vollständige Inbetriebnahme des S-Bahnhofs Museumstrasse und der S-Bahn Zürich.
In den 1990er Jahren sank der Umsatz der Geschäfte im älteren Teil des Shopville, weil der Bahnhofplatz ab 1992 wieder zu Fuss überquert werden konnte und der neue Teil allgemein einen attraktiveren Eindruck machte. Auch die wenig belebten, unübersichtlichen Enden der Halle erwiesen sich als problematisch. 1996 lud die Stadt als Eigentümerin sechs Architekturbüros dazu ein, ein Erneuerungskonzept zu erstellen. Gefordert waren insbesondere ununterbrochene Sichtachsen. Die Jury empfahl 1998 einstimmig, das Projekt von Arnold und Vrendli Amsler weiterzuverfolgen, das mit eindrücklicher Lichtarchitektur überzeugte. Ebenso sollten alle Läden an den Rand der Passage gesetzt und der unübersichtliche Mittelteil dadurch zu einem weiten Platz umgestaltet werden. 2001 genehmigte die Stadt einen Kredit von 50 Millionen Franken für die Umgestaltung und vollständige Sanierung der Anlage. Im November 2003 waren die Arbeiten abgeschlossen.
2002 führten die SBB einen Architekturwettbewerb für die Gestaltung des unterirdischen Bahnhofs Löwenstrasse an der Durchmesserlinie Altstetten–Zürich HB–Oerlikon durch, den Jean-Pierre Dürig gewann. Das Projekt umfasste auch die darüber liegende Halle Sihlpost, die Passage Gessnerallee und die Passage Sihlquai. Letztere bestand eigentlich bereits seit 1930 in Form einer städtischen Unterführung zwischen dem Sihlquai und der Kasernenstrasse, die aber erst 1990 durch den Bau von Aufgängen mit den oberirdischen Perrons in der Gleishalle verbunden worden war. Die Verbreiterung der Passage Sihlquai von 10 auf 35 m wurde dank einer Vorfinanzierung durch den Kanton vorgezogen und erfolgte in den Jahren 2005 bis 2008. Die Eröffnung des Durchgangsbahnhofs Löwenstrasse erfolgte am 15. Juni 2014 zunächst provisorisch für drei S-Bahn-Linien. Gleichzeitig erhielt das Shopville seine heutige Ausdehnung. Die Durchmesserlinie konnte am 26. Oktober 2015 auch für den Fernverkehr freigegeben werden.